# Harmannus Hazenberg
Harmannus Hazenberg (Briltil, 23 oktober 1873 – Groningen, 3 juli 1953) was een Nederlandse steenfabrikant en burgemeester. Hij wordt wel vermeld als Hermannus Harms Hazenberg.

## Leven en werk
Hazenberg was een zoon van molenmaker Harm Pieters Hazenberg en Luiktje Luikes. Hij trouwde met Jantina Boersema (1875-1943). Hij was aanvankelijk werkzaam als bakker in verscheidene plaatsen in de provincie Groningen. In 1905 bouwde hij met zijn zwager en verre neef Bouke Pier Hazenberg een kalkzandsteenfabriek in Hoogkerk. Vanaf 1911 bewoonde hij het huis Elmersma. De fabriek werd in 1917 verkocht, maar Hazenberg bleef tot 1927 aan als directeur.

## Politieke loopbaan
Hazenberg werd in 1917 lid van de gemeenteraad in Hoogkerk en later wethouder. Hij was van 1918 tot 1940 voor de ARP lid van de Provinciale Staten in Groningen. In 1927 werd hij benoemd tot burgemeester van Oldekerk. Hij bekleedde daarnaast diverse commissariaten, onder meer bij de Gron. ontginningsmaatschappij. en de waterleidingmaatschappij. Hij kreeg per 31 maart 1939, op eigen verzoek, eervol ontslag als burgemeester.
Hazenberg overleed op 79-jarige leeftijd in het Diakonessenhuis in de stad Groningen en werd begraven in zijn woonplaats Oldekerk.